# Ballad of the Green Berets
Ballad of the Green Berets è una canzone patriottica in forma di ballata che celebra i "Berretti verdi", Forze speciali dell'United States Army, pubblicata nel 1966 dalla RCA Victor.
La canzone venne composta da Robin Moore, e dal vero sergente dell’esercito americano Barry Sadler, mentre quest'ultimo si stava riprendendo da una ferita a una gamba ricevuta combattendo in Vietnam. Si tratta di una delle poche canzoni degli anni sessanta a ritrarre i militari sotto una luce positiva, e per questo venne all'epoca considerata un brano altamente reazionario e conservatore dalle schiere di giovani hippie. Nonostante questo, il brano divenne un elevato successo di classifica, conquistando la vetta della classifica statunitense Billboard Hot 100 per cinque settimane consecutive nel 1966 e la quarta posizione in Germania. 
La canzone raggiunse la prima posizione anche nella classifica Billboard Easy Listening e la numero 2 in quella Billboard Country.

## Il brano
Il testo venne composto in onore del berretto verde James Gabriel Jr., il primo americano nativo delle Hawaii morto in Vietnam, ucciso da un Viet Cong mentre era in missione d'addestramento l'8 aprile 1962. Una strofa della versione iniziale citava direttamente il nome di Gabriel, ma venne poi eliminata dalla versione definitiva poi registrata.
Il Sgt. Sadler, che interpretò anche il brano oltre ad averlo composto, debuttò in televisione nazionale il 30 gennaio 1966 durante l'Ed Sullivan Show eseguendo la canzone.

### Utilizzi cinematografici
La canzone è stata inserita nella colonna sonora del film del 1968 di John Wayne Berretti verdi, in una versione corale arrangiata da Ken Darby.
Il brano appare anche nei film American Graffiti 2, Operazione Canadian Bacon,  Showtime, e Jesus' Son.

### Cover e altre versioni
Nel corso degli anni sono state eseguite molte versioni della canzone ad opera di diversi artisti, tra i nomi più famosi citiamo Kate Smith e Duane Eddy.
- La punk band The F.U's eseguì una cover del brano, inserita nella compilation hardcore This Is Boston, Not L.A.

- La versione italiana della canzone si intitola La Ballata del Soldato, e venne interpretata dal Quartetto Cetra.

- Il cantautore originario della Rhodesia John Edmond registrò una versione di Ballad of the Green Berets con riferimento ai soldati dell'esercito Rhodesian Light Infantry (RLI).

- In Sudafrica, Ballad of the Green Berets fu reincisa con il titolo Ballad of the Maroon Berets. I Maroon beret sono un simbolo delle forze armate sudafricane South African Special Forces Brigade e South African 44 Parachute Regiment. Sempre in Sud Africa la canzone venne ri-registrata dalla cantante lirica Leonore Veenemans con il titolo My Land Suid-Afrika.

- La versione in lingua svedese del brano, cantata da Anita Lindblom, si intitola Balladen om den blå baskern ed è un tributo alle forze armate svedesi che prestatno servizio nei caschi blu dell'ONU.

### Parodie
- Nel 1968, i "The Beach Bums", un estemporaneo gruppo musicale comprendente un giovane Bob Seger, incise The Ballad of the Yellow Beret. La canzone era una parodia di The Ballad of the Green Berets, che raccontava le disavventure di un operaio dal "caschetto giallo". Il disco venne ritirato dal commercio dopo una lettera di protesta inviata da Sadler.

- I The Residents parodiarono il brano inserendolo nel loro album The Third Reich 'n Roll del 1976.

- Un'altra parodia della canzone venne fatta in occasione di un episodio del Saturday Night Live presentato da William Shatner nel 1986. La parodia si intitolava Ollie North, The Mute Marine ed era uno sberleffo nei confronti del colonnello Oliver North coinvolto nello scandalo Irangate.

- La canzone viene utilizzata con intenti umoristici nel film di Michael Moore Operazione Canadian Bacon dove un gruppo di paramilitari si prepara ad affrontare una poco probabile invasione dell'America da parte del Canada.

- Il comico Paul Shanklin fece una parodia della canzone intitolandola Ballad of the Black Beret, riferendosi allo scandalo Sexgate che coinvolse Bill Clinton, ed inserendola nel suo album del 1999 Simply Reprehensible.